# Villanueva de Alcardete (kommunhuvudort)
Villanueva de Alcardete är en kommunhuvudort i Spanien.   Den ligger i provinsen Toledo och regionen Kastilien-La Mancha, i den centrala delen av landet, 100 km sydost om huvudstaden Madrid. Villanueva de Alcardete ligger 729 meter över havet och antalet invånare är 3 658.
Terrängen runt Villanueva de Alcardete är platt, och sluttar västerut. Runt Villanueva de Alcardete är det ganska glesbefolkat, med 27 invånare per kvadratkilometer. Närmaste större samhälle är Quintanar de la Orden, 9,1 km söder om Villanueva de Alcardete. Trakten runt Villanueva de Alcardete består till största delen av jordbruksmark.